# Villa Sanagasta
Villa Sanagasta (anciennement Villa Bustos) est une ville de la province de La Rioja, en Argentine, et le chef-lieu du département de Sanagasta. Elle se trouve à 32 km de la capitale provinciale sur la route nationale 75.